# A Feedbag of Truckstop Poetry
A feedbag of truckstop poetry es un vinilo de 7 pulgadas por Lagwagon lanzado en Fat Wreck Chords en el año 2000.

## Listado de canciones
1. "Eat Your Words"
2. "A Feedbag Of Truckstop Poetry"
3. "Want" (Jawbreaker cover)

## Créditos
- Joey Cape - Voz
- Chris Flippin - Guitarra
- Chris Rest - Guitarra
- Jesse Buglione - Bajo
- Dave Raun - Batería

- Datos: Q3602469